# Gunillaea emirnensis
Gunillaea emirnensis är en klockväxtart som först beskrevs av A.Dc., och fick sitt nu gällande namn av Mats Thulin. Gunillaea emirnensis ingår i släktet Gunillaea och familjen klockväxter. Inga underarter finns listade i Catalogue of Life.